# Mozzagrogna
Mozzagrogna (Li Scavùne nel dialetto locale) è un comune italiano di 2 438 abitanti della provincia di Chieti in Abruzzo, alla periferia est di Lanciano.
Il paese, che sorge su una collina rivolta verso la Val di Sangro, si divide nei tre centri abitati di Mozzagrogna, Villa Romagnoli e Lucianetti; la popolazione è sparsa fra i tre centri e il rimanente territorio, prevalentemente coltivato a vigna e uliveti.

## Storia
Scarse sono le notizie storiche del paese anticamente chiamato "Villa Schiavone" in quanto fondato da una colonia di Schiavoni (popolazioni provenienti dai Balcani fuggite dai Turchi ed insediatesi in molte aree di campagna tra le Marche e la Puglia) stanziati in questo luogo nel XVI secolo. Essi nel secolo precedente si stanziarono a Lanciano e, tempo dopo, scacciati da Lanciano stessa, furono costretti a porre rifugio nei paesi limitrofi di Santa Maria Imbaro, Santa Vittoria e Pietra Costantina. In seguito, questi tre paesi si staccarono da Lanciano e nel 1807 furono riuniti in un solo comune detto il comune delle Ville (Villa Mozzagrogna, Treglio, Villa Pietra Costantina e Villa Santa Maria Imbaro).
Il nome attuale deriva da una famiglia di Lanciano che vi aveva delle proprietà. Nel 1816 i due paesi di Santa Maria Imbaro e Mozzagrogna si staccarono mentre Pietra Costantina fu inglobato nel nascente comune di Mozzagrogna. Il paese fu quasi del tutto distrutto durante la seconda guerra mondiale.
Per la lunga permanenza dei tedeschi a Mozzagrogna la quasi totalità degli edifici del paese furono rasi al suolo e svaligiati.

### Simboli
Lo stemma e il gonfalone sono stati concessi con DPR del 4 ottobre 1971.
Nello stemma è rappresentato un ramoscello verde in campo d'argento, accostato dalle lettere V e M. Il gonfalone è un drappo troncato di verde e di bianco.

### Onorificenze

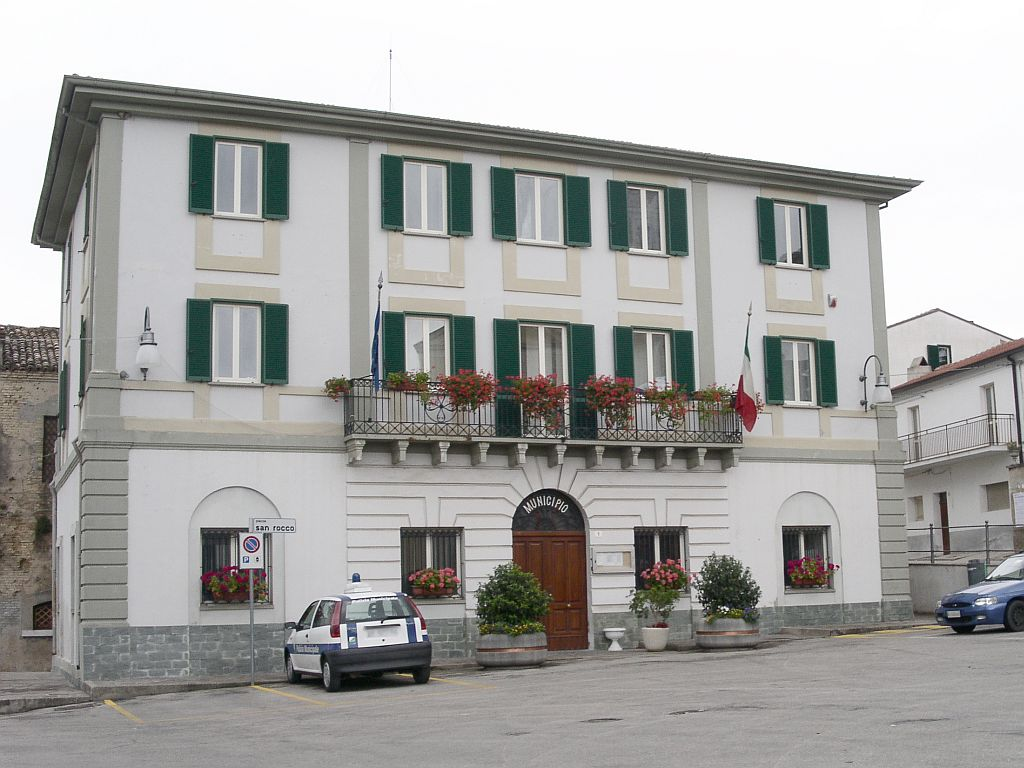
Palazzo del Municipio

## Monumenti e luoghi d'interesse

### Chiesa di San Rocco
È sita in Viale Frentano. La chiesa odierna risale, come si può appurare dall'epigrafe dentro la chiesa, al 1950, ricostruita sopra l'edificio settecentesco che era una cappella privata in origine, assurta poi a parrocchia del paese, danneggiato pesantemente nella seconda guerra mondiale; mentre risalgono al 1990 i lavori di ammodernamento.

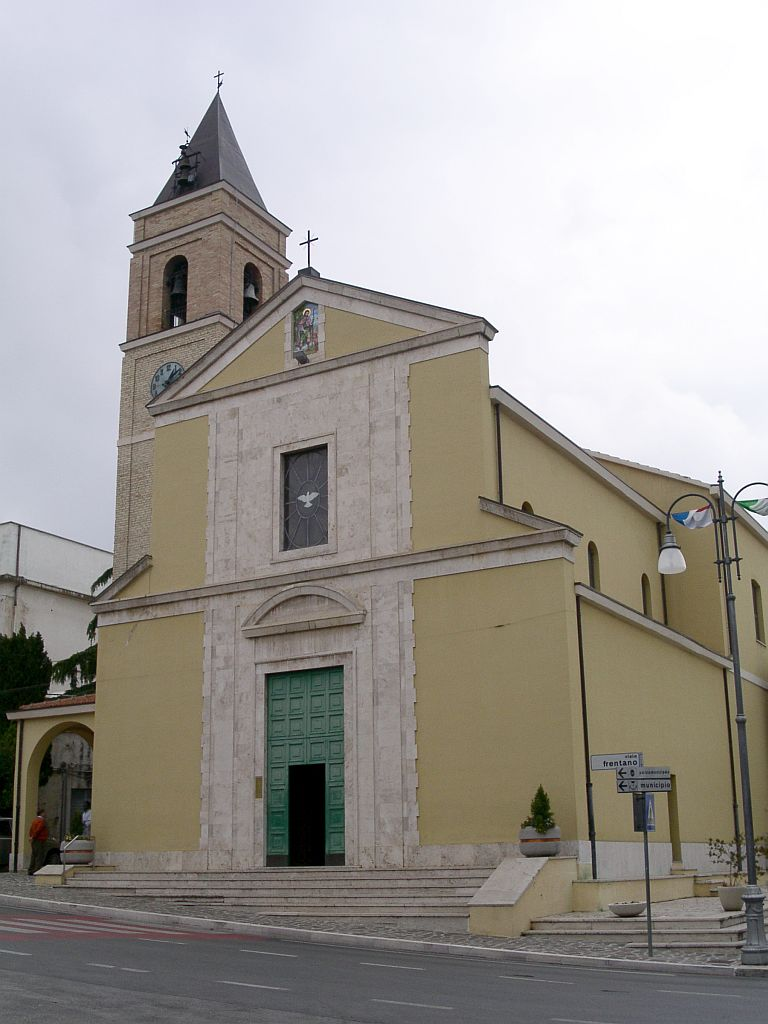
Chiesa di San Rocco

La facciata è suddivisa in due corpi con timpano. Le cornici dei timpani e delle aperture sono in pietra, il resto della facciata è ricoperto di intonaco e rifinito con una vernice giallastra. Alla sinistra della facciata è posto il campanile composto da una torre in mattoni su cinque piani scanditi all'esterno da altrettanti cornici marcapiano. Le pareti laterali intonacate presentano delle finestre con chiusura ad arco. L'interno è a navata unica suddivisa in quattro campate i soffitti sono coperti da volta a botte. Nell'ultima campata a sinistra, sull'arcone, si apre una balconata con un parapetto ligneo. Le pareti sono dipinte di giallo.

### Chiesa di Maria Santissima della Vittoria
È sita in piazza della Vittoria in contrada Villa Romagnoli. La costruzione, come riportato da una targa posta all'interno, venne iniziata nel 1855 e venne lasciata a metà. La costruzione riprese nel 1889 e conclusa nel giro di qualche anno. Fu danneggiata nella seconda guerra mondiale e venne restaurata solamente nel 1952.
La facciata è sormontata da un timpano ed è suddivisa in tre parti mediante quattro lesene. Il portale principale è sormontato da una lunetta. Sulle campate laterali vi sono altrettanti portoni secondari. Alla destra della chiesa vi è il campanile suddiviso in tre piani. ai fianchi vi sono delle lesene con trabeazione che funge da marcapiano. L'interno è ad aula unica suddivisa da sei campate mediante pilastri Le campate presentano copertura a botte. La volta a botte dell'ultima campata presenta delle lunette. All'ingresso vi è un ambone o endonartece sostenuto da due coppie di piccoli pilastri a base quadrati in ordine dorico che sostengono tre arcate a sesto ribassato.

### Castello di Septe
Fu fondato dai Longobardi sul termine dell'VIII secolo, mentre altre fonti lo vogliono costruito tra il IX ed il X secolo; successivamente fu feudo dei conti di Chieti fino alla conquista da parte dei Normanni nell'XI secolo. Nel 1095 il Conte dei Conti normanni, Roberto di Loritello, lo concede in perpetuo al vescovo di Chieti Rainolfo. Nel 1259, re Manfredi donò il castello con il suo feudo alla città di Lanciano. Nel 1268 vi soggiornò il conte Filippo di Fiandra insieme a tutta la sua famiglia. Nel 1308 il conte venne cacciato per arroganza, indi il castello seguì un periodo di decadenza. Nel 1625 il feudo del castello venne venduto a privati, dapprima agli Anfosso e poi ai Procaccino. Nel 1721 la baronessa Chiara de Osses rimanendo senza eredi, donò il castello ad Antonio Genoino, famiglia di cui il castello rimase di proprietà fino alla metà del 1900 quando l'ultimo erede della famiglia scomparve misteriosamente durante la seconda guerra mondiale.

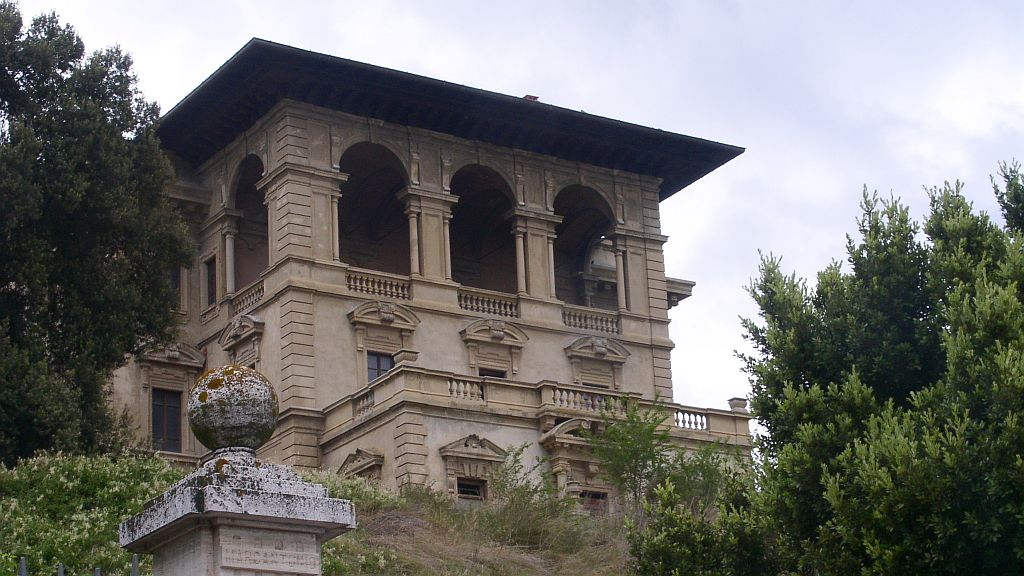
Palazzo Marcantonio

### Villa Marcantonio
È sita in piazza San Rocco. Il progetto del palazzo viene attribuito a Gino Coppedè ipotesi avvalorata dalla somiglianza del palazzo con i Palazzi Pastorino a Genova e Romagnoli a Firenze. La sua realizzazione risale tra l'Ottocento e il Novecento. Il palazzo è in stile liberty. Attualmente versa in uno stato di abbandono.
Nella facciata principale vi è una serie di avancorpi serviti da una scala monumentale. Il palazzo è suddiviso in tre piani. Sotto il cornicione vi sono delle teste di leone. Completano la facciata principale ed il prospetto nord delle colonne in ordine ionico e delle lesene in stile bugnato. Il portale del prospetto nord è a tutto sesto, sulla scala che lo precede vi sono due state raffiguranti due leoni. L'unica balaustra del balcone è in pietra.

### Villa Romagnoli
È la contrada più popolosa del paese, conformata come agglomerato urbano autonomo anche se a diretto contatto con il centro cittadino. Attualmente è una interessante zona residenziale che registra un sensibile aumento di residenti. È stata oggetto di alcuni importanti interventi di restyling urbano come il rifacimento della villetta comunale a cura dell'architetto Egisto Rossetti.

## Società

### Evoluzione demografica
Abitanti censiti

### Tradizioni e folclore

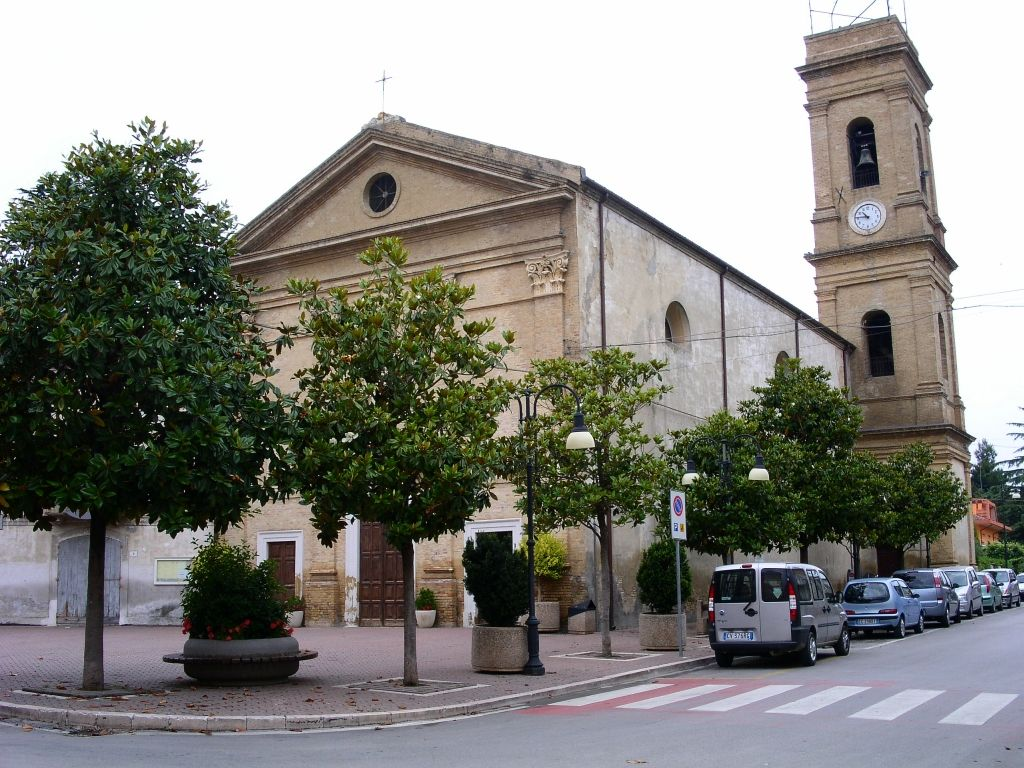
Località Villa Romagnoli, chiesa di Santa Maria della Vittoria

- 20 gennaio: processione della statua di San Sebastiano e vendita in piazza di crispelle dolci di patate.
- aprile: la statuina della Madonna, che si trova sulla piazzetta di contrada Lucianetti, viene trasferita dal parroco presso una famiglia che la ospita. La statuina, a turno, gira nelle case di chi la richiede e vi rimane un giorno.
- Venerdì Santo: processione.
- Prima domenica di agosto: festa in onore di Santa Maria della Vittoria a Villa Romagnoli.
- 8 dicembre: processione della statua della Madonna. Lungo il tragitto sui balconi delle case vengono stese lenzuola bianche finemente decorate. Qualcuno ricopre il manto stradale di petali di rose. Tornata in piazza, prima della messa, la statua è messa sulla soglia della chiesa girata verso la piazza affollata come per vedere gli spari pirotecnici in suo onore. Nei campi vengono accesi dei falò.

## Cultura
La Villa Schiavone di Mozzagrogna ha ispirato allo scrittore Antonio Manzini il cognome del personaggio Rocco Schiavone, vicequestore protagonista dei suoi racconti gialli. Inoltre, nella saga, Mozzagrogna è il paese d'origine di Domenico (Mimmo) D'Intino, uno dei poliziotti della Questura di Aosta ai comandi di Rocco Schiavone.

## Amministrazione
| Periodo        | Periodo   | Primo cittadino    | Partito                              | Carica  | Note |
| -------------- | --------- | ------------------ | ------------------------------------ | ------- | ---- |
|                |           | Luigi De Filippis  |                                      | Sindaco |      |
|                |           | Fileno Cianfrone   |                                      | Sindaco |      |
|                |           | Pasquale Luciani   |                                      | Sindaco |      |
| 1994           | 2004      | Filippo Manci      | Lista civica di centro-destra        | Sindaco |      |
| 2004           | 2009      | Giuseppe Bussolo   | Lista civica di centro-destra        | Sindaco |      |
| 2009           | 2014      | Tommaso Schips     | Uniti per crescere (centro-sinistra) | Sindaco |      |
| 2014           | 2019      | Tommaso Schips     | Uniti per crescere (centro-sinistra) | Sindaco |      |
| 2019           | 2024      | Tommaso Schips     | Uniti per crescere (centro-sinistra) | Sindaco |      |
| 10 giugno 2024 | in carica | Domenico Cianfrone | Lista civica Viviamo il territorio   | Sindaco |      |

### Gemellaggi
- Pelousey, dal 2006